# Lomont
Lomont és un municipi francès situat al departament de l'Alt Saona i a la regió de Borgonya - Franc Comtat. L'any 2007 tenia 380 habitants.

## Demografia

### Població
El 2007 la població de fet de Lomont era de 380 persones. Hi havia 165 famílies, de les quals 47 eren unipersonals (16 homes vivint sols i 31 dones vivint soles), 67 parelles sense fills, 35 parelles amb fills i 16 famílies monoparentals amb fills.
La població ha evolucionat segons el següent gràfic:
Habitants censats

### Habitatges
El 2007 hi havia 190 habitatges, 168 eren l'habitatge principal de la família, 10 eren segones residències i 12 estaven desocupats. 188 eren cases i 3 eren apartaments. Dels 168 habitatges principals, 153 estaven ocupats pels seus propietaris, 11 estaven llogats i ocupats pels llogaters i 5 estaven cedits a títol gratuït; 3 tenien dues cambres, 19 en tenien tres, 39 en tenien quatre i 108 en tenien cinc o més. 154 habitatges disposaven pel capbaix d'una plaça de pàrquing. A 77 habitatges hi havia un automòbil i a 76 n'hi havia dos o més.

### Piràmide de població
La piràmide de població per edats i sexe el 2009 era:
| Homes | Edats   | Dones |
| ----- | ------- | ----- |
| 0     | 95 o +  | 0     |
| 0     | 90 a 94 | 0     |
| 0     | 85 a 89 | 4     |
| 0     | 80 a 84 | 0     |
| 24    | 75 a 79 | 4     |
| 20    | 70 a 74 | 20    |
| 20    | 65 a 69 | 12    |
| 8     | 60 a 64 | 16    |
| 12    | 55 a 59 | 8     |
| 12    | 50 a 54 | 16    |
| 8     | 45 a 49 | 12    |
| 4     | 40 a 44 | 4     |
| 16    | 35 a 39 | 16    |
| 12    | 30 a 34 | 16    |
| 8     | 25 a 29 | 16    |
| 0     | 20 a 24 | 4     |
| 12    | 15 a 19 | 4     |
| 4     | 10 a 14 | 4     |
| 12    | 5 a 9   | 16    |
| 4     | 0 a 4   | 12    |

## Economia
El 2007 la població en edat de treballar era de 227 persones, 166 eren actives i 61 eren inactives. De les 166 persones actives 158 estaven ocupades (87 homes i 71 dones) i 8 estaven aturades (4 homes i 4 dones). De les 61 persones inactives 26 estaven jubilades, 18 estaven estudiant i 17 estaven classificades com a «altres inactius».

### Ingressos
El 2009 a Lomont hi havia 178 unitats fiscals que integraven 408 persones, la mediana anual d'ingressos fiscals per persona era de 18.287 €.

### Activitats econòmiques
Dels 4 establiments que hi havia el 2007, 2 eren d'empreses de fabricació d'altres productes industrials, 1 d'una empresa de construcció i 1 d'una entitat de l'administració pública.
L'únic servei als particulars que hi havia el 2009 era un paleta.
L'any 2000 a Lomont hi havia 15 explotacions agrícoles que ocupaven un total de 232 hectàrees.

## Poblacions més properes
El següent diagrama mostra les poblacions més properes.